# シャルル3世 (アランソン伯)
シャルル3世（フランス語：Charles III, 1337年 - 1375年7月5日）は、アランソン伯シャルル2世とマリア・デ・ラ・セルダの長男。

## 生涯
シャルル3世は1346年に父の跡を継いでアランソン伯となった。しかし、1361年に聖職者となるため弟ピエール2世に伯位を譲った。
1365年7月13日に、シャルルはリヨン大司教に就任した。大司教となったシャルルは、フランス王室が自身の首席司教としての権利を侵害することに対し抵抗した。1366年まで、シャルルはニコラス・デ・メセレヨを含む学者のサークルを支援した。